# دولبي ديجيتال

شعار دولبي ديجيتال

دولبي ديجيتال (بالإنجليزية: Dolby Digital)‏ هو اسم لتقنيات ضغط الصوت التي طورتها شركة دولبي لابوراتوريز. كان الاسم في الأصل هو دولبي ستيريو ديجيتال حتى عام 1994. وضغط الصوت هو ضغط بيانات منقوص باستثناء دولبي ترو إتش دي. وكان أول استخدام للدولبي ديجيتال هو لتوفير الصوت الرقمي في دور السينما من أفلام 35 مليمتر. وتُستخدم الآن أيضًا في تطبيقات أخرى مثل البث المرئي فائق الدقة، دي في دي، بلوراي وأجهزة ألعاب الفيديو. وكان فيلم عودة باتمان أول فيلم يتم عرضه بتقنية دولبي ديجيتال في صيف 1992.

## مرجع
1. ↑  "معلومات عن دولبي ديجيتال على موقع cv.iptc.org". cv.iptc.org. مؤرشف من الأصل في 2020-01-10.